# Dronjajewski
Dronjajewski (russisch Дроняевский) ist ein Weiler (chutor) in der Oblast Kursk in Russland. Es gehört zum Rajon Kurtschatow und zur Landgemeinde (selskoje posselenije) Makarowski selsowjet.

## Geographie
Der Ort liegt gut 37 km Luftlinie westlich des Oblastverwaltungszentrums Kursk im südwestlichen Teil der Mittelrussischen Platte, 6,5 km nördlich des Rajonverwaltungszentrums Kurtschatow, 10 km vom Sitz des Dorfsowjet – Makarowka, 65 km von der Grenze zwischen Russland und der Ukraine, im Becken des Seim.

### Klima
Das Klima im Ort ist wie im Rest des Rajons kalt und gemäßigt. Es gibt während des Jahres eine erhebliche Niederschlagsmenge. Dfb lautet die Klassifikation des Klimas nach Köppen und Geiger.

## Bevölkerungsentwicklung
| Jahr | Einwohner |
| ---- | --------- |
| 2002 | 45        |
| 2010 | 29        |

Anmerkung: Volkszählungsdaten

## Verkehr
Dronjajewski liegt 28 km von der Fernstraße föderaler Bedeutung M2 „Krim“ (Moskau – A142/Trosna – Grenze zur Ukraine), 6 km von der Straße regionaler Bedeutung 38K-017 (Kursk – Lgow – Rylsk – Grenze zur Ukraine), 2 km von der Straße interkommunaler Bedeutung 38N-575 (Seim – Mossolowo – Nischneje Soskowo) und 6,5 km vom nächsten Eisenbahnhaltestelle Kurtschatow (Eisenbahnstrecke Lgow-Kijewskij – Kursk) entfernt.
Der Ort liegt 134 km vom internationalen Flughafen von Belgorod entfernt.